# 다중접속
다중접속(多重接續)이란 이동통신과 같은 무선통신에서 다수의 이동국과 하나의 기지국간의 제한된 전송로 용량을 분할 사용해서 상호 통신하는 방식이다. 다중접속의 방식에는 주파수 분할 다중접속(FDMA)방식, 시분할 다중접속(TDMA)방식, 코드 분할 다중접속(CDMA)방식, 직교주파수 분할 다중접속(OFDMA) 방식 등이 있다.
통신 및 컴퓨터 네트워크에서 다중접속 방법을 사용하면 동일한 전송 매체에 연결된 두 개 이상의 단말기가 이를 통해 전송하고 용량을 공유할 수 있다. 공유된 물리적 미디어의 예로는 반이중 모드에서 작동하는 무선 네트워크, 버스 네트워크, 링 네트워크 및 지점 간 링크가 있다.
채널 액세스 방법은 여러 데이터 스트림이나 신호가 동일한 통신 채널이나 전송 매체를 공유할 수 있도록 하는 멀티플렉싱을 기반으로 한다. 이러한 맥락에서 다중화 (통신)는 물리 계층에 의해 제공된다.
채널 액세스 방법은 매체 접근 제어(MAC)라고도 알려진 다중 접속 프로토콜 및 제어 메커니즘의 일부일 수도 있다. 매체 접근 제어는 주소 지정, 다양한 사용자에게 다중 채널 할당 및 충돌 방지와 같은 문제를 다룬다. 매체 접근 제어는 OSI 모형의 데이터 링크 계층에 있는 하위 계층이자 TCP/IP 모델의 링크 계층의 구성 요소이다.